# Diego Valeri
Diego Hernán Valeri (* 1. května 1986) je argentinský fotbalový ofenzivní záložník, od ledna 2013 hrající za americký klub Portland Timbers. V roce 2017 vyhrál cenu pro nejlepšího hráče Major League Soccer.

## Klubová kariéra
Valeri začal svoji profesionální kariéru v domovském CA Lanús v argentinské Primera División, kde debutoval 27. září 2003. S Lanúsem vybojoval v roce 2007 titul. Pro sezonu 2009/10 byl na hostování v portugalském FC Porto, se kterým vyhrál pohár, zbytek kalendářního roku 2010 odehrál ve španělském UD Almería. V roce 2011 se vrátil do Lanúsu a jako kapitán vedl tým v turnaji 2011 Clausura, kde Lanús obsadil druhé místo. V lednu 2013 odešel Valeri na hostování do Portland Timbers v americké Major League Soccer a v srpnu 2013 ho Portland vykoupil. V srpnu 2014 byl nominován do All-Star game, v utkání proti Bayernu Mnichov si připsal asistenci na vítězný gól. Na konci sezony se zranil a do hry se vrátil až v květnu 2015. Ve finále ligy vstřelil gól po 27 vteřinách hry, čímž stanovil nový rekord MLS Cupu; jeho výkon ve finálovém utkání výrazně pomohl k historicky prvnímu titulu pro Timbers. Svoji nejlepší sezonu odehrál v roce 2017: v srpnu se stal 18. hráčem historie MLS, který vstřelil 50 gólů a připsal si 50 asistencí; překonal rekord počtu zápasů v řadě se vstřeleným gólem (9, předchozí rekord byl 7); stanovil rekord v počtu gólů vstřelených záložníkem (21); stal se druhým hráčem, který v jedné sezoně vstřelil alespoň 20 gólů a připsal si 10 asistencí (po Sebastianu Giovincovi v roce 2015), a za tyto úspěchy byl vyhlášen nejlepším hráčem roku.

## Reprezentační kariéra
Svůj první zápas za reprezentaci Argentinu odehrál 16. března 2011 proti Venezuele. V témže roce odehrál ještě další 2 zápasy, poté si za reprezentaci už nezahrál.